# 糠手姬皇女
糠手姬皇女（にいたべのひめみこ，6世纪—664年）是日本第30代天皇敏达天皇皇女，第34代天皇舒明天皇的母亲。古墳時代末期到飛鳥時代皇族。《日本書紀》又作田村皇女，《古事記》作宝王、糠代比卖王。
590年前後，与異母兄弟押坂彦人大兄皇子結婚。593年（推古天皇元年）左右生田村皇子（後舒明天皇）、中津王、多良王。夫押坂彦人大兄皇子是敏達天皇第一皇子，因为蘇我氏威勢强大，他没有继承王位而死。
《日本書紀》记载額田部皇女（推古天皇）时代，厩户皇子（聖德太子）为皇太子摄政。田村皇子和蘇我馬子之女法提郎女結婚，生下古人大兄皇子，厩户皇子去世，田村皇子有蘇我氏的背景，被指定为继承人。629年，田村皇子即位为舒明天皇，糠手姬皇女成为天皇之母。
641年（舒明天皇13年），舒明天皇崩。山背大兄王和古人大兄皇子的異母弟葛城皇子（中大兄皇子、後天智天皇）競争皇位，舒明天皇皇后宝皇女（押坂彦人大兄皇子的孙女）即位为皇極天皇。645年（皇極天皇4年），乙巳之变，蘇我蝦夷、蘇我入鹿父子被杀，古人大兄皇子的支持者被消灭。葛城皇子、中臣鎌足掌权，立皇極天皇的弟弟为孝德天皇。654年（白雉4年），孝德天皇崩，661年（齐明天皇7年）齐明天皇崩，白村江之战後，葛城皇子正式即位为天智天皇。664年，糠手姬皇女薨。当時她的玄孫大伯皇女、草壁皇子、大津皇子已经出生。
糠手姬皇女享年不明，她的一身经历了从蘇我氏、物部氏二頭体制到白村江之战八九十年的历程。葛城皇子时祖母，住在飛鳥嶋宮，死後称嶋皇祖母命。